# Niño herido sin familia superviviente

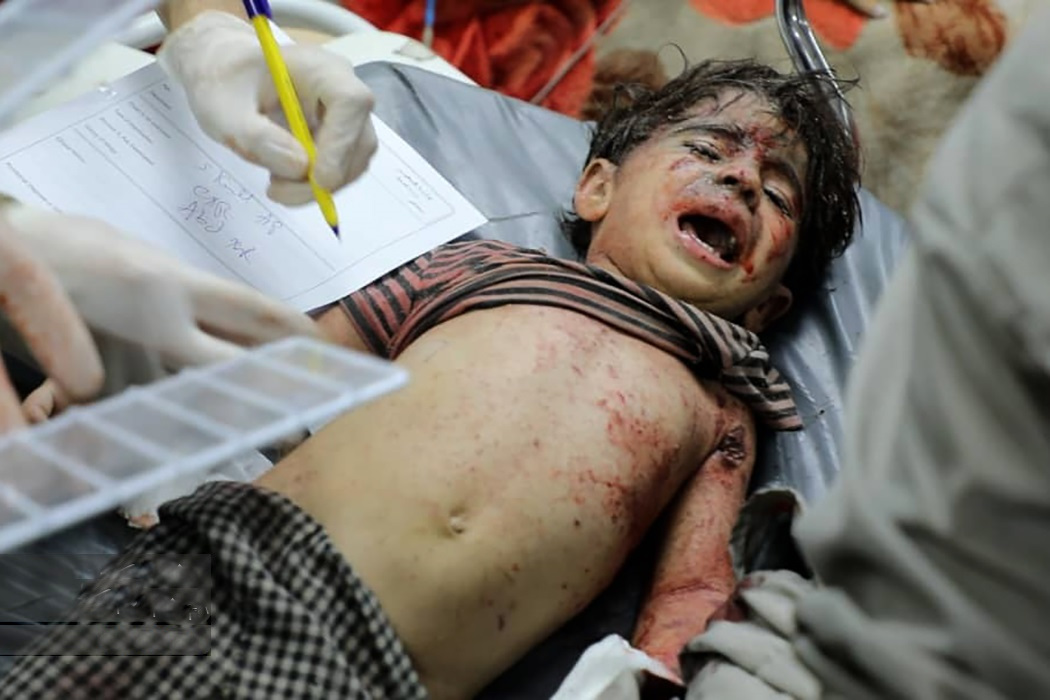
Víctima en la Franja de Gaza durante la guerra de 2023.

«Niño herido sin familia superviviente» (en inglés: wounded child, no surviving family, abreviado WCNSF) es un término médico y de gestión de crisis humanitarias que surgió durante la crisis humanitaria de Gaza (2023-actualidad).
Se estima que 17 000 niños entran en esta categoría. El número puede aumentar porque hay más niños que se quedan heridos y sin familia conocida debido a la guerra en curso y puede bajar debido a que se consigue reunir a los niños con sus familiares.